# فرانکو تونینی
فرانکو تونینی (ایتالیایی: Franco Tognini; ۲۸ اکتبر ۱۹۰۷ – ۲۷ آوریل ۱۹۸۰) ژیمناست هنری اهل ایتالیا بود.
وی در مسابقات کشوری و بین‌المللی در مجموع برندهٔ ۱ مدال طلا شده‌است.